# Chloe Magee
Chloe Magee (n. 29 nov 1988 a Raphoe, County Donegal) és una esportista irlandesa que competeix en bàdminton en la categoria individual. Als Jocs Olímpics d'Estiu de 2008 a Pequín, va esdevenir la primera dona irlandesa en guanyar un partit de bàdminton en els Jocs Olímpics. Ella ha estat descrita com "la noia de cartell per al bàdminton irlandès".